# Cercle et Carré
Cercle et Carré, fondée en 1929 à Paris, est une association d'artistes qui ne vécut qu'une année mais qui organisa toutefois une exposition homonyme renommée en avril 1930 à Paris à la galerie 23, no 23 rue La Boétie. 

## Historique
Son concepteur fut le peintre Joaquin Torres Garcia, il fut rejoint par le dessinateur, poète et critique d'art Michel Seuphor pour fonder la revue Cercle et carré, qui, face à l'omniprésence du surréalisme, voulait rassembler les artistes constructivistes.
Cercle et Carré encouragea le développement et les travaux dans le domaine de l'art abstrait, en particulier dans sa tendance mystique. Lors de sa courte existence, le groupe publia trois ouvrages d'une revue artistique homonyme.

## Membres
Parmi ses membres et participants à l'exposition de 1930 on peut citer :
- Wassily Kandinsky (1866-1944)
- Piet Mondrian (1872-1944)
- Joaquín Torres García (1874-1949)
- Julio González (1876-1942)
- Fernand Léger (1881-1955)
- Alexandra Exter (1882-1949)
- Walter Gropius (1883-1969)
- Luigi Russolo (1885-1947)
- Antoine Pevsner (1886-1962)
- Georges Vantongerloo (1886-1965)
- Hans Arp (1886-1966)
- Kurt Schwitters (1887-1948)
- Le Corbusier (1887-1965)
- Willi Baumeister (1889-1955)
- Sophie Taeuber-Arp (1889-1943)
- Enrico Prampolini (1894-1956)
- Pierre Daura (1896-1976)
- Marcelle Cahn (1895-1981)
- Jean Gorin (1899-1981)
- Alberto Sartoris (1901-1998)
- Michel Seuphor (1901-1999)
- Huib Hoste (1881-1957)